# Tino Edelmann
Tino Edelmann (Annaberg-Buchholz, 13 april 1985) is een Duitse voormalige noordse combinatieskiër. Hij vertegenwoordigde zijn vaderland op de Olympische Winterspelen 2010 in Vancouver en op de Olympische Winterspelen 2014 in Sotsji.

## Carrière
Edelmann maakte zijn wereldbekerdebuut op nieuwjaarsdag 2003 in Oberhof, in december 2003 pakte hij in Oberhof zijn eerste wereldbekerpunten. Twee maanden later finishte de Duitser in Liberec voor de eerste maal in de toptien. Tijdens de wereldkampioenschappen noordse combinatie 2005 in Oberstdorf eindigde Edelmann als achttiende op de sprint. 
Op de wereldkampioenschappen noordse combinatie 2007 in Sapporo eindigde de Duitser als elfde op de sprint, samen met Sebastian Haseney, Ronny Ackermann en Björn Kircheisen sleepte hij de zilveren medaille in de wacht op de teamwedstrijd. In december 2007 bereikte Edelmann voor het eerst in zijn carrière het podium tijdens een wereldbekerwedstrijd. In Liberec nam de Duitser deel aan de wereldkampioenschappen noordse combinatie 2009, op dit toernooi veroverde hij de zilveren medaille op de massastart. Op de grote schans eindigde hij als zevende en op de kleine schans als negende, samen met Ronny Ackermann, Eric Frenzel en Björn Kircheisen legde hij beslag op de zilveren medaille in de teamwedstrijd. Tijdens de Olympische Winterspelen van 2010 in Vancouver eindigde Edelmann als achttiende op de normale schans en als negenentwintigste op de grote schans. In de landenwedstrijd behaalde hij samen met Johannes Rydzek, Eric Frenzel en Björn Kircheisen de bronzen medaille.
Op de wereldkampioenschappen noordse combinatie 2011 in Oslo veroverde hij de zilveren medaille op de normale schans, op de grote schans eindigde hij als vijftiende. Samen met Johannes Rydzek, Eric Frenzel en Björn Kircheisen behaalde hij in beide landenwedstrijden de zilveren medaille. In Val di Fiemme nam Edelmann deel aan de wereldkampioenschappen noordse combinatie 2013. Op dit toernooi eindigde hij als 21e op normale schans, op de grote schans verscheen hij, na een val bij het schansspringen, niet aan de start van het langlaufen. Op de teamsprint legde hij samen met Eric Frenzel beslag op de bronzen medaille, samen met Björn Kircheisen, Eric Frenzel en Fabian Rießle eindigde hij als zesde in de landenwedstrijd. Tijdens de Olympische Winterspelen van 2014 in Sotsji eindigde de Duitser als negende op de normale schans.
Op de wereldkampioenschappen noordse combinatie 2015 in Falun eindigde Edelmann als negende op de grote schans en als twintigste op de normale schans. In de landenwedstrijd werd hij samen met Eric Frenzel, Fabian Rießle en Johannes Rydzek wereldkampioen. Op 4 november 2016 maakte de Duitser bekend te stoppen met zijn sport.

## Resultaten

### Olympische Spelen
| Jaar | Plaats    | Resultaten                                 |
| ---- | --------- | ------------------------------------------ |
| 2010 | Vancouver | 18e Gundersen NH · 29e Gundersen LH · Team |
| 2014 | Sotsji    | 9e Gundersen NH                            |

### Wereldkampioenschappen
| Jaar | Plaats        | Resultaten                                                 |
| ---- | ------------- | ---------------------------------------------------------- |
| 2005 | Oberstdorf    | 18e 7,5 km sprint                                          |
| 2007 | Sapporo       | 11e 7,5 km sprint · Team                                   |
| 2009 | Liberec       | Massastart · 7e Gundersen LH · 9e Gundersen NH · Team      |
| 2011 | Oslo          | Gundersen NH · 15e Gundersen LH · Team NH · Team LH        |
| 2013 | Val di Fiemme | 21e Gundersen NH · DNF Gundersen LH · 6e Team · Teamsprint |
| 2015 | Falun         | 20e Gundersen NH · 9e Gundersen LH · Team                  |

### Wereldkampioenschappen junioren
| Jaar | Plaats    | Resultaten                                                                                      |
| ---- | --------- | ----------------------------------------------------------------------------------------------- |
| 2002 | Schonach  | 9e individuele gundersen (K90 + 10 km) · landenwedstrijd massastart                             |
| 2003 | Solleftea | 17e individuele gundersen (K107 + 10 km) · 5e sprint (K107 + 5 km) · landenwedstrijd massastart |
| 2004 | Stryn     | individuele gundersen (K90 + 10 km) · sprint (K90 + 5 km) · landenwedstrijd                     |
| 2005 | Rovaniemi | individuele gundersen (HS100 + 10 km) · sprint (HS100 + 5 km) · landenwedstrijd                 |

### Wereldbeker
Eindklasseringen
| Seizoen   | Plaats |
| --------- | ------ |
| 2003/2004 | 29e    |
| 2004/2005 | 18e    |
| 2005/2006 | 35e    |
| 2006/2005 | 18e    |
| 2007/2008 | 12e    |
| 2008/2009 | 8e     |
| 2009/2010 | 5e     |
| 2010/2011 | 9e     |
| 2011/2012 | 8e     |
| 2012/2013 | 6e     |
| 2013/2014 | 15e    |
| 2014/2015 | 16e    |
| 2015/2016 | 24e    |

Wereldbekerzeges
| Datum            | Plaats      | Onderdeel                 |
| ---------------- | ----------- | ------------------------- |
| 6 december 2009  | Lillehammer | Gundersen (HS140 + 10 km) |
| 26 november 2011 | Kuusamo     | Gundersen (HS142 + 10 km) |
| 12 januari 2013  | Chaux-Neuve | Gundersen (HS118 + 10 km) |